# 大阪梅田 - 中国川上線
大阪梅田 - 中国川上線（おおさかうめだ - ちゅうごくかわかみせん）は、大阪府大阪市と岡山県川上郡川上町（現・高梁市）を結んだ備北バスの高速バス路線である。

## 概要
1997年の岡山自動車道開通と同時に開設され、岡山県川上町の中国川上（地頭）から高梁、岡山道の賀陽、有漢を経由して落合JCTから中国自動車道に入り、落合インターに停車後、西宮北IC、西宮名塩、宝塚IC、千里ニュータウン、新大阪と止まり、大阪梅田へ至る路線であった。
運転本数が1日1本しかなかった。沿線には目立った観光地がなく、都市部を走らなかったことから、岡山県の備北・備中地区の地域住民の大阪への買い物や観光目的の利用程度しかないなど利用者は限られたため、利用率は低迷。開設から2年後の1999年7月1日に廃止された。

## 運行経路
- 中国川上→川合→成羽→ゆめタウン→高梁→賀陽IC→（岡山自動車道）有漢IC→北房水田→落合IC→（中国自動車道）→西宮北IC→西宮名塩→宝塚IC→千里ニュータウン→新大阪→大阪梅田

## 運賃
- 大阪梅田 - 落合インター 2,900円
- 大阪梅田 - 高梁 3,350円
- 大阪梅田 - 中国川上 3,550円